# Haut-Anjou
Pour l’article homonyme, voir Haut-Anjou (presse).
Le Haut-Anjou est une région naturelle et historique qui couvre toute la partie de l'Anjou située au nord de la Loire. Elle s'étend sur toute la moitié nord du département de Maine-et-Loire, une partie du département de la Mayenne, dite parfois Mayenne angevine, une partie du département de la Sarthe, dite parfois Maine angevin et une partie du département de l'Indre-et-Loire.
La partie située à l'ouest de la Mayenne est appelée Ségréen ou Craonnais. La partie située à l'est est appelée  Baugeois.

## Territoire du Haut-Anjou
- Maine-et-Loire
  - Six cantons : Candé, Châteauneuf-sur-Sarthe, Le Louroux-Béconnais, Le Lion-d'Angers, Pouancé, Segré.
  - 67 communes.
  - Pays du Haut-Anjou Segréen : Communauté de communes du Canton de Candé, Communauté de communes du Haut-Anjou, Communauté de communes Ouest-Anjou, Communauté de communes de la région du Lion-d'Angers, Communauté de communes de la région de Pouancé-Combrée, Communauté de communes du Canton de Segré,

- Mayenne
  - Sept cantons : Bierné, Château-Gontier-Est, Château-Gontier-Ouest, Cossé-le-Vivien, Craon, Grez-en-Bouère, Saint-Aignan-sur-Roë.
  - Communauté de communes du Pays de Château-Gontier, Communauté de communes du Pays du Craonnais, Communauté de communes de la Région de Cossé-le-Vivien, Communauté de communes de Saint-Aignan - Renazé.

## Géographie

### Situation
Le Haut-Anjou couvre les régions situées en amont des rivières Mayenne, Sarthe et Loir ainsi que leurs affluents.

### Relief
Comme son nom l'indique, le Haut-Anjou domine par ses hauteurs, (collines et coteaux), la Vallée de la Loire et les basses vallées ligériennes affluents du fleuve royal.

### Climat
La région du Haut-Anjou est caractéristique de la « douceur angevine ». Le climat du Maine-et-Loire étant un climat de transition entre le climat océanique de la côte atlantique et le climat continental de la Touraine, les hivers y sont doux et les étés agréables. À l'arrivée des perturbations venant de l'océan Atlantique, le Haut-Anjou est en première ligne. Le nombre de jours de précipitations y oscille entre 140 et 150 par an.

## Histoire
Le Haut-Anjou était jusqu'à la Révolution française connu sous le nom de Craonnais, jusqu'à ce que Craon et sa région soit intégrées dans le département de la Mayenne. Le territoire se situant à proximité directe de la Bretagne, il fera partie de la marche de Bretagne. L'avènement de la féodalité fera sortir de terre de nombreuses places fortes afin de protéger le territoire des incursions bretonnes. Citons notamment Craon, Château-Gontier, Pouancé, Segré, Candé.

## Économie
D'un point de vue économique, la principale activité fut pendant longtemps l'extraction d'ardoises, comme en témoignent les carrières de Noyant-la-Gravoyère et La Pouëze en Maine-et-Loire et de Renazé en Mayenne. L'extraction de minerais de fer y était également présente au XIXe siècle à travers les carrières et les mines de Nyoiseau, Chazé-Henry et Segré.

## Culture et patrimoine

### Architecture
Le style typique des constructions du Haut-Anjou est caractérisé par l'utilisation générale du schiste, qui crée des murs sombres et en strates, et par la forme originale de la plupart des toits, uniquement couverts d'ardoises. Ceux-ci sont composés de deux parties, le rampant en haut, et le coyau en bas, qui permet de mieux évacuer l'eau. Bien que très utilisés à la période médiévale, les restes de pans de bois sont devenus très rares
Sur certaines maisons de la fin du Moyen Âge, on retrouve l'emploi d'une pierre gris-bleuté, au grain très fin, appelée « ardoise de Juigné ». Cette spécificité se retrouve dans la plupart des demeures anciennes du Haut-Anjou et du Castelbriantais. Cependant, cette pierre sera de moins en moins utilisée au profit du tuffeau, puis de la brique, qui commence à faire son apparition sur les maisons du XVIIIe siècle, et se généralise au XIXe siècle. Malgré cette généralisation du tuffeau et de la brique, le gros œuvre de la plupart des bâtisses au XIXe siècle et début du XXe siècle est toujours réalisé en schiste, recouvert d'enduit.

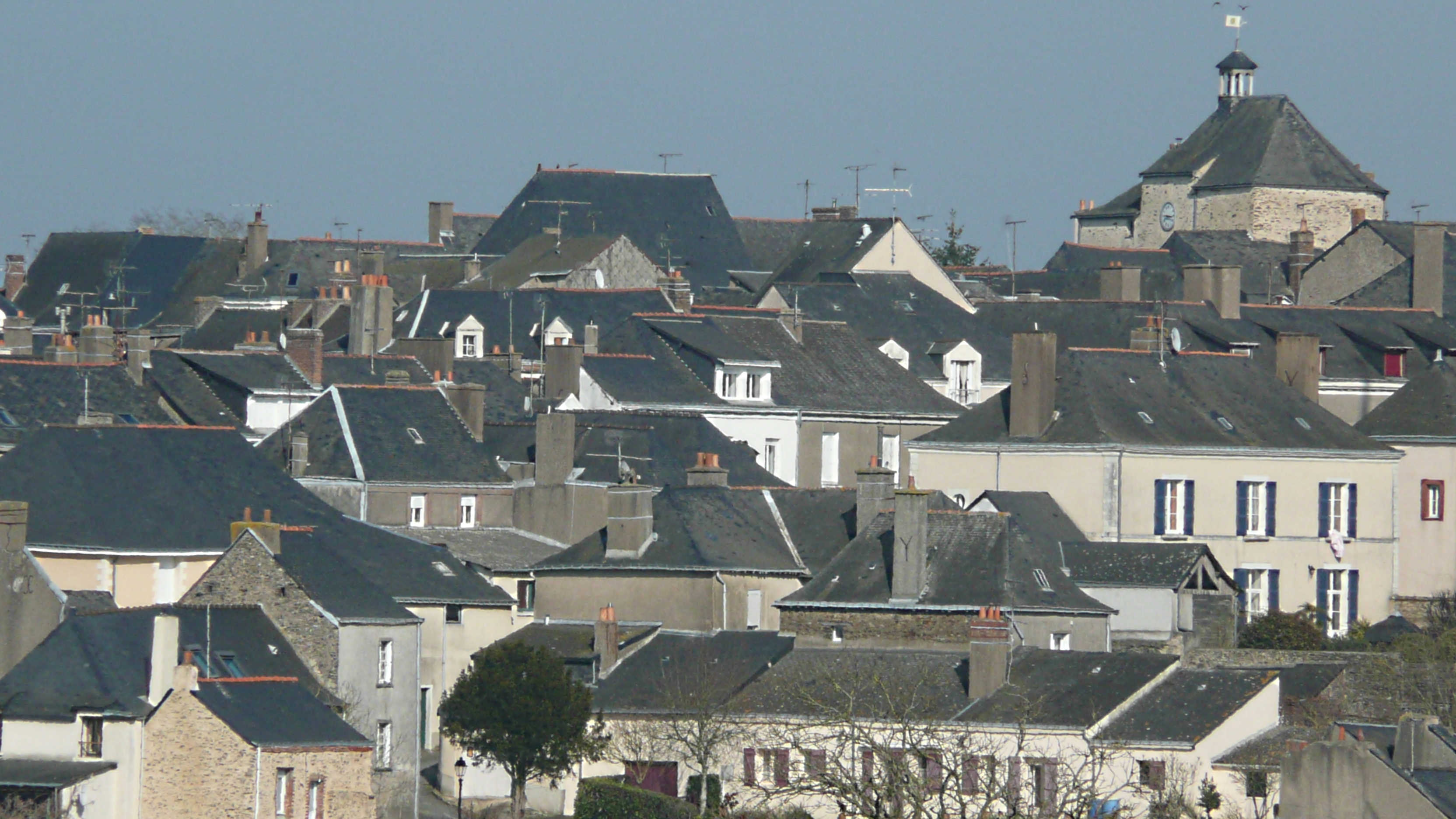
Vue sur les toits d'ardoises de Pouancé.
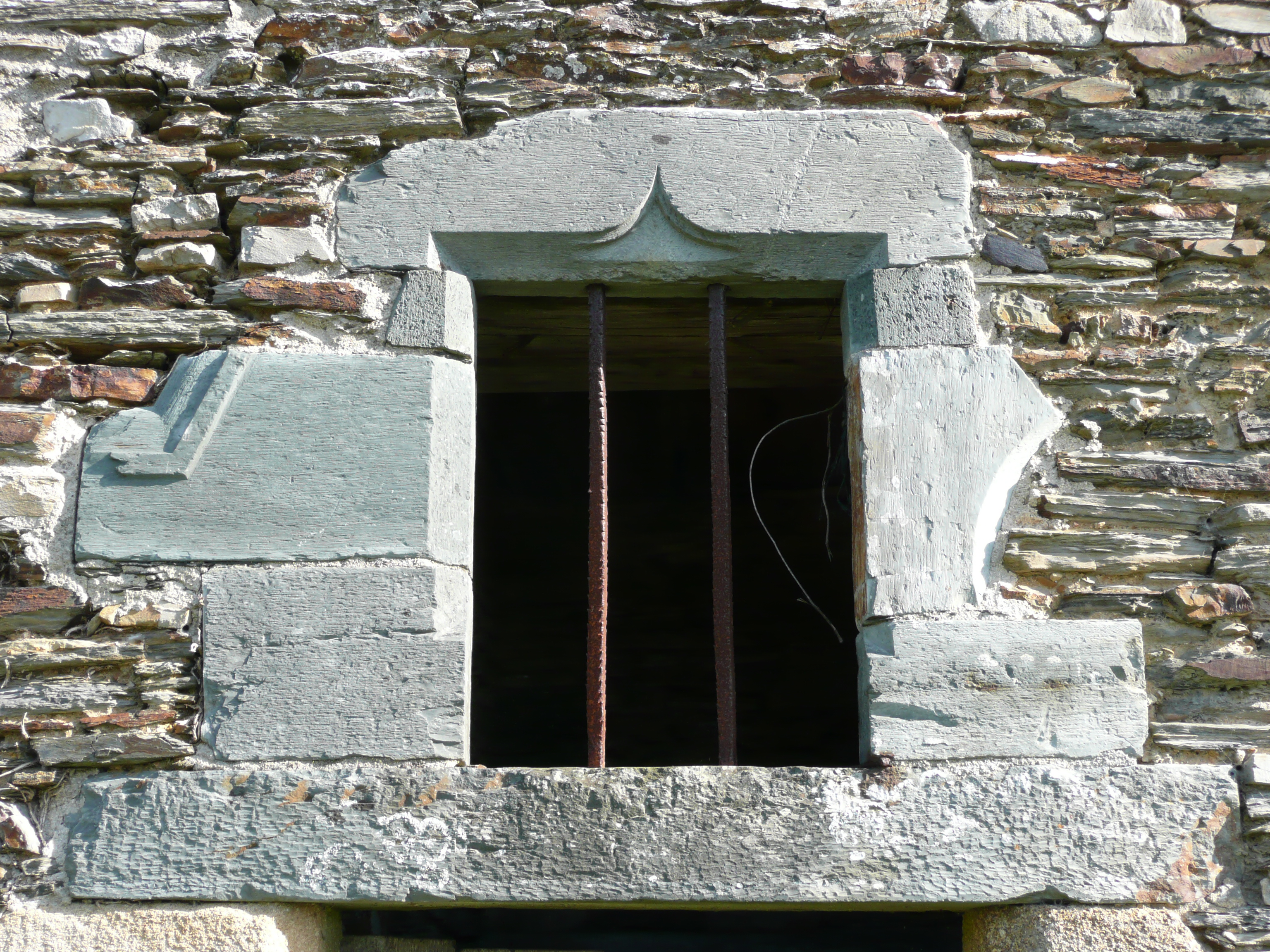
Réemploi de pierre bleue dans un encadrement de fenêtre du XVIIe siècle.
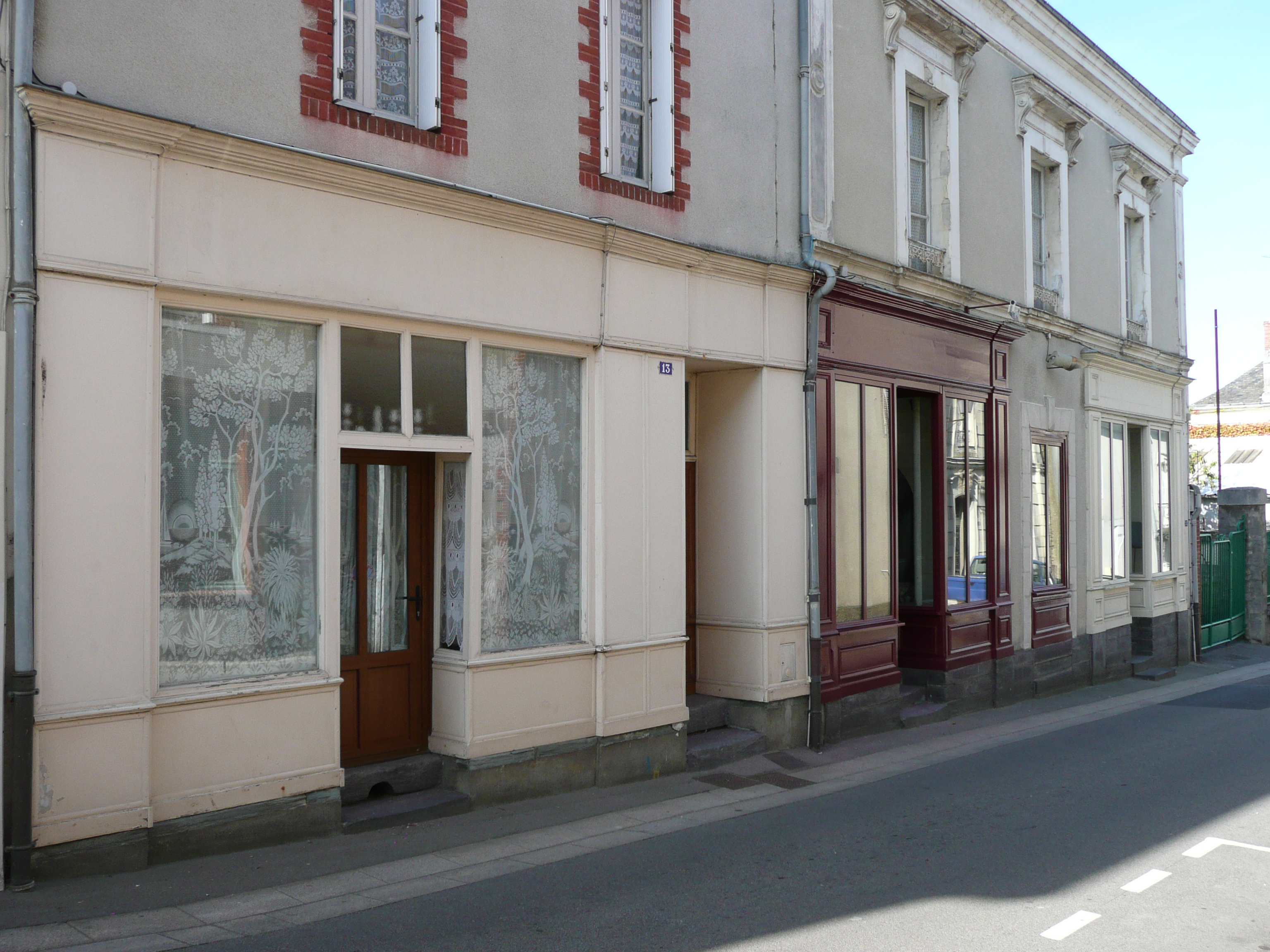
Devantures en bois d'anciens commerces, rue Saint-Aubin, à Pouancé.